# BSG Aktivist August Bebel Zwickau
Die BSG Aktivist August Bebel Zwickau war in der DDR eine Betriebssportgemeinschaft aus Zwickau.

## Geschichte
Nach dem Zweiten Weltkrieg wurde der Sportbetrieb in der SBZ bzw. in der DDR zunächst von kommunalen Sportgemeinschaften (SG) getragen. Ab etwa 1949 wurden die meisten Sportgemeinschaften sogenannten Trägerbetrieben zugeordnet und in Betriebssportgemeinschaften (BSG) überführt.
In Zwickau entstand die BSG Aktivist August Bebel als Betriebssportgemeinschaft des VEB Steinkohlewerke August Bebel. Die Steinkohleförderung des August-Bebel-Werks wurde aufgrund eines Schachtbruchs 1951 eingestellt, seitdem betrieb das Werk nur noch eine Kokerei und hieß VEB Steinkohlenkokereien August Bebel.
Die Fußballer der BSG Aktivist August Bebel erreichten als einer der sächsischen Vertreter die 1. Hauptrunde des FDGB-Pokals 1950, in der sie bei der BSG Lokomotive Nordhausen mit 1:2 unterlagen. Im normalen Ligabetrieb spielte die BSG stets unterklassig und erreichte nie die Bezirksliga Karl-Marx-Stadt.
Über die weitere Geschichte der BSG liegen nur sehr wenige Informationen vor. Aus dem Jahr 1972 ist die Teilnahme der BSG an der DDR-Mannschaftsmeisterschaft im Ringen überliefert.